# Baco e Ariadne
Baco e Ariadne é uma pintura a óleo sobre tela pintada por Ticiano no início da década de 1520, e que se encontra no presente na National Gallery, em Londres. Pertence a um ciclo de pinturas de temas mitológicos produzidos para Afonso I d'Este, duque de Ferrara, para o Camerino d'Alabastro, uma sala privada no seu palácio de Ferrara, decorado com pinturas baseadas em textos clássicos. Foi pago um adiantamento a Rafael, que recebeu originalmente a comissão para o tema de um Triunfo de Baco. Quando Rafael morreu em 1520, apenas um esboço preliminar tinha sido concluído, e a comissão passou então para Ticiano. No caso de Baco e Ariadne, o tema deriva dos poetas romanos Catulo e Ovídio.
A pintura, considerada uma das obras-primas de Ticiano, encontra-se atualmente na National Gallery, em Londres. As outras grandes pinturas do ciclo são A Festa dos Deuses (em grande parte obra de Giovanni Bellini, hoje na Galeria Nacional de Arte em Washington DC), O Bacanal dos Andrios e A Oferenda a Vénus (ambos atualmente no Museu do Prado, em Madrid).

## Descrição
Ariadne foi deixada na ilha de Naxos, deserta pelo seu amante Teseu, cujo navio navega no lado esquerdo da tela. Ela é descoberta na costa pelo deus Baco, liderando uma procissão de foliões numa carruagem desenhada por duas chitas (provavelmente foram modeladas nas da menagerie do Duque e eram tigres no texto original de Ovídio). Baco é representado no ar enquanto salta da carruagem para proteger Ariadne destas bestas. No céu acima da figura de Ariadne está a constelação de estrelas Corona Borealis (coroa do norte). Há duas possíveis variações da história que remontam a Ovídio. Nas suas Metamorfoses, Ovídio lançou a coroa de Ariadne para o céu, onde se torna a constelação Coroa do Norte. Em Ars Amatoria, Baco promete todo o céu a Ariadne, onde então se tornaria a constelação da Coroa do Norte. O site da National Gallery afirma que na pintura, "Baco, deus do vinho, emerge com os seus seguidores da paisagem à direita. Apaixonando-se por Ariadne à primeira vista, salta da sua carruagem, desenhada por duas chitas, na sua direção. Ariadne tinha sido abandonada na ilha grega de Naxos por Teseu, cujo navio é mostrado à distância. A imagem mostra o seu medo inicial de Baco, mas ele elevou-a ao céu e transformou-a numa constelação, representada pelas estrelas acima da sua cabeça."
A composição é dividida na diagonal em dois triângulos, um de céu azul (usando o dispendioso pigmento azul ultramarino) e ainda para os dois amantes apanhados em movimento, o outro um motim de movimento e predominantemente verde/marrom de cor. O seguidor de Baco que luta com uma serpente é por vezes falsamente associado à escultura antiga de Laocoön e seus filhos que tinham sido mortos por cobras. Esta estátua tinha sido descoberta recentemente em Roma. Mas o satyr na pintura de Ticiano não está num combate mortal com as cobras, ele está apenas a cingir-se com elas como é descrito no texto original de Catullus. O king charles spaniel que ladra para o jovem sátiro é um motivo comum no trabalho de Ticiano e provavelmente era um animal de estimação da corte. A urna de ouro inscrita com a assinatura do artista (TICIANVS) também pode ter sido familiar ao Duque como uma das antiguidades da sua coleção.
A análise dos pigmentos utilizados por Ticiano nesta pintura foi realizada por cientistas da National Gallery de Londres e esta análise é ilustrada no ColourLex.